# Tobias Thulin
Tobias Alexander Gustav Thulin, född 5 juli 1995 i Göteborg, är en svensk handbollsmålvakt. 

## Karriär
Thulins karriär startade i Önnered.
I juni 2017 debuterade han i Sveriges A-landslag vid en träningsturnering i Norge. Thulin utsågs till Årets komet för säsongen 2016/2017 efter att ha varit Handbollsligans bästa målvakt både gällande antal räddningar och räddningsprocent. Han blev uttagen som en av tre reserver som fick följa med till Japan för OS 2020 i Tokyo, men blev inte inbytt i matchtruppen. Hans riktiga mästerskapsdebut kom i EM 2022 där han var med och tog guld.

## Meriter
Med landslag
- EM 2022 med Sverige
- EM 2024 med Sverige
- U18-EM 2012 med Sveriges U19-landslag
- U20-EM 2014 med Sveriges U21-landslag

Med klubblag
- EHF European League 2021 med SC Magdeburg
- Dansk mästare 2023 med GOG Håndbold
- Dansk cupmästare 2022 med GOG Håndbold

Individuella utmärkelser
- All-Star Team i U20-EM 2014[5]
- Årets Komet 2017
- All-Star Team i Handbollsligan 2018/19[6]